# Veikko Väänänen

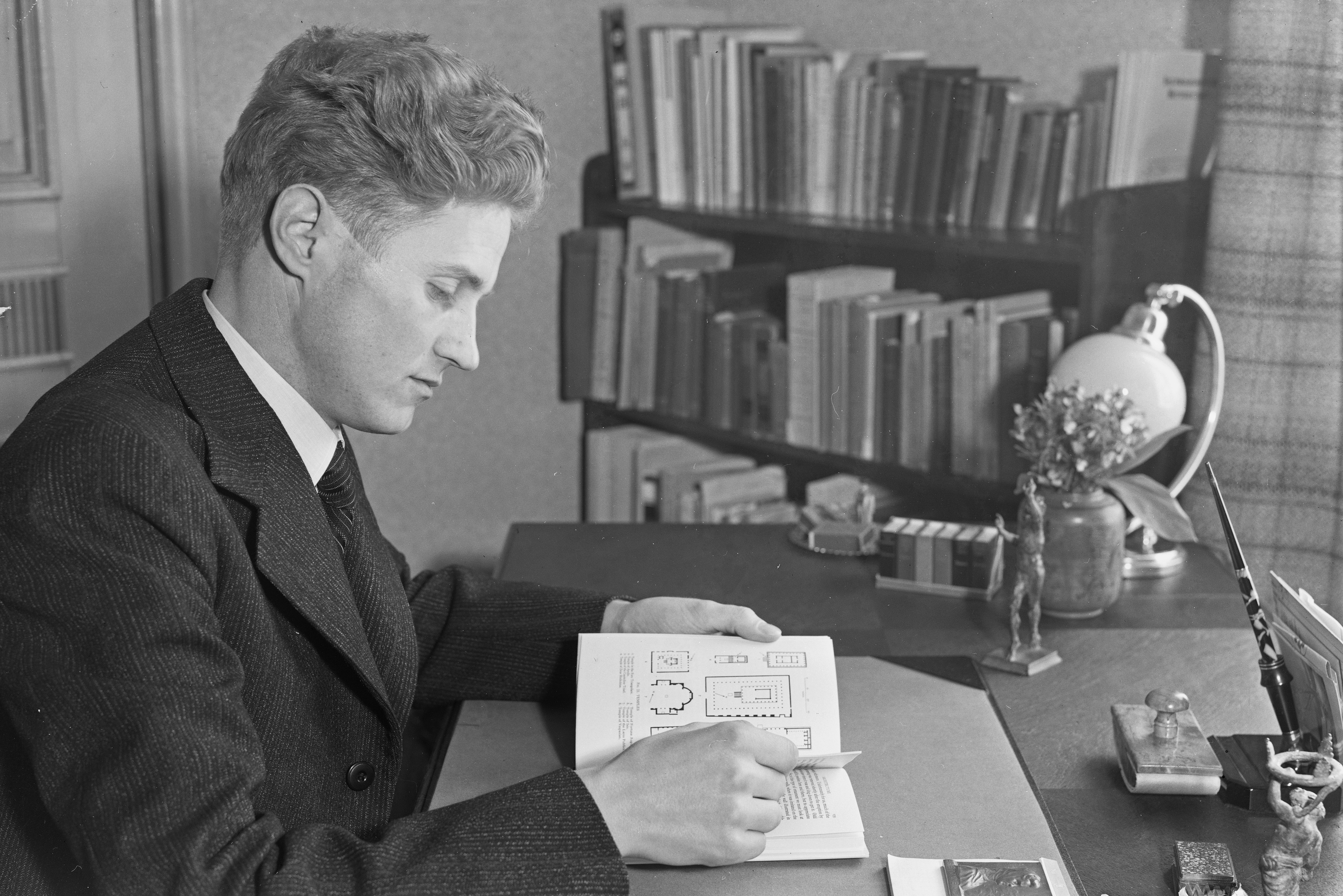
Veikko Väänänen år 1938.

Veikko Ilmari Väänänen, född 28 november 1905 i S:t Michel, död 1 juni 1997 i Helsingfors, var en finländsk filolog och antikforskare.
Väänänen blev filosofie doktor 1937. Han var 1938–1951 biträdande professor i klassisk filologi och 1951–1972 professor i romansk filologi vid Helsingfors universitet. I perioderna 1959–1962 och 1968–1969 var han direktor för Finlands Rominstitut.
Väänänen blev känd för sin forskning om vulgärlatinet. Boken Introduction au latin vulgaire (1963) har översatts till många språk, bland annat spanska och italienska, och utkom 2006 igen som nyutgåva i Frankrike. Även doktorsavhandlingen om graffitin i Pompeji väckte stor uppmärksamhet och har kommit ut i tre upplagor.